# Katonazene (film)
A Katonazene egy, a dualizmus korában játszódó 1961-es magyar filmdráma. A látványos jelenetekben bővelkedő filmet Bródy Sándor Kaál Samu című novellája alapján készítette Marton Endre. A film az eredeti művel ellentétben falusi helyett városi környezetben játszódik és a cselekmény lényegesen szövevényesebb. A film egy képzeletbeli városban játszódik, a forgatás helyszínéül Székesfehérvár szolgált.

## Cselekmény
A 19. század vége a fejlődés és a boldog békeévek, de egyben az elszegényedő, hozományvadász dzsentrik, a nyalka, bokacsattogtató huszárfőhadnagyok korszaka is Magyarországon.
Egy magyarországi város helyőrségébe néhány hónapra új huszárezred vonul be. A katonazenekarral bevonuló délceg huszárezred látványára mindenki az utcára csődül. Az ezred egyik tisztje báró Ferdinándy Tamás főhadnagy, tisztiszolgája az egyszerű, becsületes, de szinte a butaságig naiv Kaál Samu.
A hamarosan Bécsbe helyezendő, már csak azt váró Ferdinándy rosszul érzi magát a városban. Jobb elfoglaltság híján megpróbálja feltérképezni a város hölgyeit, ebben nem annyira az érzelem, vagy esztétikai igény, mint inkább az illető hölgyek anyagi helyzete vezérli, ennek gyakorlatára ki is oktatja barátját és hadnagytársát, a nála sokkal romantikusabb lelkületű Vallon Hugót. Mivel huszárfőhadnagy, jóképű, báró, némi vagyona is van, mindenkit megkaphatna, de neki az egyetlen tiltott gyümölcs, a városban mindenki által szeretett és tisztelt Barlay doktor felesége, Anna kéne.
A jó ötvenes orvos és jóval fiatalabb, csinos felesége a látszat ellenére szeretetben és tökéletes házasságban élnek. A doktor felesége Ferdinándy minden próbálkozását kedvesen és udvariasan ugyan, de visszautasítja, amit a parancsolgatáshoz szokott főhadnagy nehezen visel. A vágyakozásba szinte beleőrül, részeg és duhaj mulatozásokban vezeti le frusztrációját.
Az önmagából kivetkőzött, ittas Ferdinándy egy alkalommal a férj tudomására hozza, hogy neki márpedig kell Anna. A doktor pofon vágja, erre ő kardot ránt. Tán le is vágná, ám a doktor pisztolyt fog rá, Samu, a tisztiszolga rángatja el a félrészeg főhadnagyot, aki a dühtől elvakulva még aznap párbajra hívja ki a doktort.
Miután másnap reggel kijózanodva felébred és megtudja, hogy az orvos a város legkitűnőbb céllövője, már megbánja elhamarkodott lépését, de a párbajt visszavonni becsületből nem lehet. Másnap az orvost hiába várják a párbajra az erdei tisztáson, nem jelenik meg, sőt, nem is találják. Később kiderül, hogy a párbajra menet útközben lelőtték.
Az ezredes az előzmények alapján Ferdinándyt gyanúsítja, aki négyszemközt szinte be is vallja, bár az orvos újabb támadásával szembeni önvédelemnek állítja be. Az ezredes közli vele, ez nem igaz, mert hátulról lőtték le. Ferdinándy azzal távozik, hogy tudja a kötelességét.
A vizsgálatot a hadseregtől független rendőrség folytatná le, ám Kaál Samu, a tisztiszolga váratlanul bevallja, hogy ő ölte meg az orvost. Letartóztatják és hadbíróságra küldik. A főhadnagy, hogy önmaga megmeneküljön, rávette Samut, hogy vállalja magára a gyilkosságot, garantálja számára a büntetlenséget és a leszerelést. Elhiteti vele, hogy a per, az esetleges ítélet csak egy „komédia” lesz, egy hajaszála sem fog görbülni, cserébe egy héten belül leszerelhet és mehet haza.
A felettesét szinte istenként tisztelő, annak minden szavát fenntartás nélkül elhívő Samu naivan belemegy a játékba, hogy a főhadnagyot megmentse. Mivel nem követett el semmit, eszébe sem jut, hogy ártatlanul is elítélhetik.
Az ezredes továbbra is úgy véli, hogy a főhadnagy volt a gyilkos, de Samu vallomása után csak annyit mond neki rosszallóan, hogy „zseni”. Noha az özvegy is felkeresi és elmondja, hogy szerinte biztosan nem Samu volt a tettes, az ezredes számára többet ér a tisztikar becsületének megőrzése, mint az igazság és egy közlegény élete. Mivel nem is hivatali kötelessége, nem foglalkozik tovább az üggyel.
Samu, az egyszerű parasztember a saját világában kiválóan megállta a helyét, de a hadbíróságon, a tisztek között összezavarodik. Szemlátomást nincs tisztában vele, hogy hol van, mivel vádolják és mi lehet a következménye. Mindent magára vállal, nem védi magát, szinte minden kérdésre csak annyit válaszol, hogy „igenis”. Nincs tisztában a helyzettel, hogy a főhadnagy csúnyán becsapta és halálra ítélhetik.
A szünetben a jóindulatú főfoglár meg is kérdezi tőle: „nem nagyon buta ember maga, hát nem fél, hogy halálra ítélik?”. Samu csak annyit válaszol: „nekem nem történhet semmi bajom”, majd furcsán nevetni kezd. A kínos helyzetet látva a két foglár is nevetni kezd, a főfoglár csak a fejét csóválja ekkora naivitás láttán.
A hadbíróság végül Kaál Samut kötél általi halálra ítéli gyilkosság miatt. Csak akkor jut eszébe, hogy tényleg kivégezhetik, amikor felszolgálják neki az utolsó vacsorát. A kivégzés előtt a főhadnagy felkeresi és újra biztosítja, hogy ez csak egy komédia, semmi félnivalója, egy hét múlva otthon lesz. Ő majd a kivégzés előtt felemeli zsebkendőjét, ez lesz a jel, hogy vége a komédiának. Samu nyugodtan megy a kötél helyett kegyelemből kapott sortűz elé, csak az utolsó pillanatban jön rá, hogy a főhadnagy a saját megmenekülése végett őt dobta oda áldozatnak.
A sortűz után Ferdinándy megtörli izzadt homlokát, megúszott egy gyilkosságot. Eltelt a tél, az ezred katonazenére kivonul a városból. A lován nyalkán ülő főhadnagyon nem látszik, hogy különösebben aggasztaná az általa gyáván lelőtt orvos, az özveggyé tett Anna, vagy saját hűséges tisztiszolgája, a rászedett és ártatlanul kivégeztetett Kaál Samu.

## Eltérések a novellához képest
Bródy Sándor novellája falusi, szegényparaszti, a film városi, polgárosodó környezetben játszódik. A filmben több új mellékszereplő is feltűnik, a cselekmény bonyolultabb és szövevényesebb. A filmben nincs egyértelműen kimondva, hogy ki ölte meg az orvost. A novella szerint valóban a főhadnagy által leitatott és feltüzelt Kaál Samu volt a tettes, míg a film szerint a főhadnagy. Eszerint Ferdinándy a párbajtól való félelmében orvul megölte az orvost, majd a felelősségtől való félelmében nem túl okos tisztiszolgájával vitette el az ügyet, cserébe a büntetlenség mellett azonnali leszerelést ígérve számára.

## Szereplők
- Kállai Ferenc – Báró Ferdinándy Tamás huszárfőhadnagy
- Básti Lajos – Barlay doktor, a város szeretett orvosa
- Bara Margit – Anna, Barlay doktor felesége
- Szirtes Ádám – Kaál Samu, Ferdinándy tisztiszolgája
- Őze Lajos – Vallon Hugó huszárhadnagy, Ferdinándy barátja és tiszttársa
- Páger Antal – Riedl ezredes, ezredparancsnok